# 公共衛生、福利及體育部
公共衛生、福利及體育部（荷蘭語：Ministerie van Volksgezondheid, Welzijn en Sport，VWS）是荷蘭掌管公共衛生的部會，設有一位大臣，及一位不管部大臣掌管青年與家庭，並兼任副首相。

## 職責

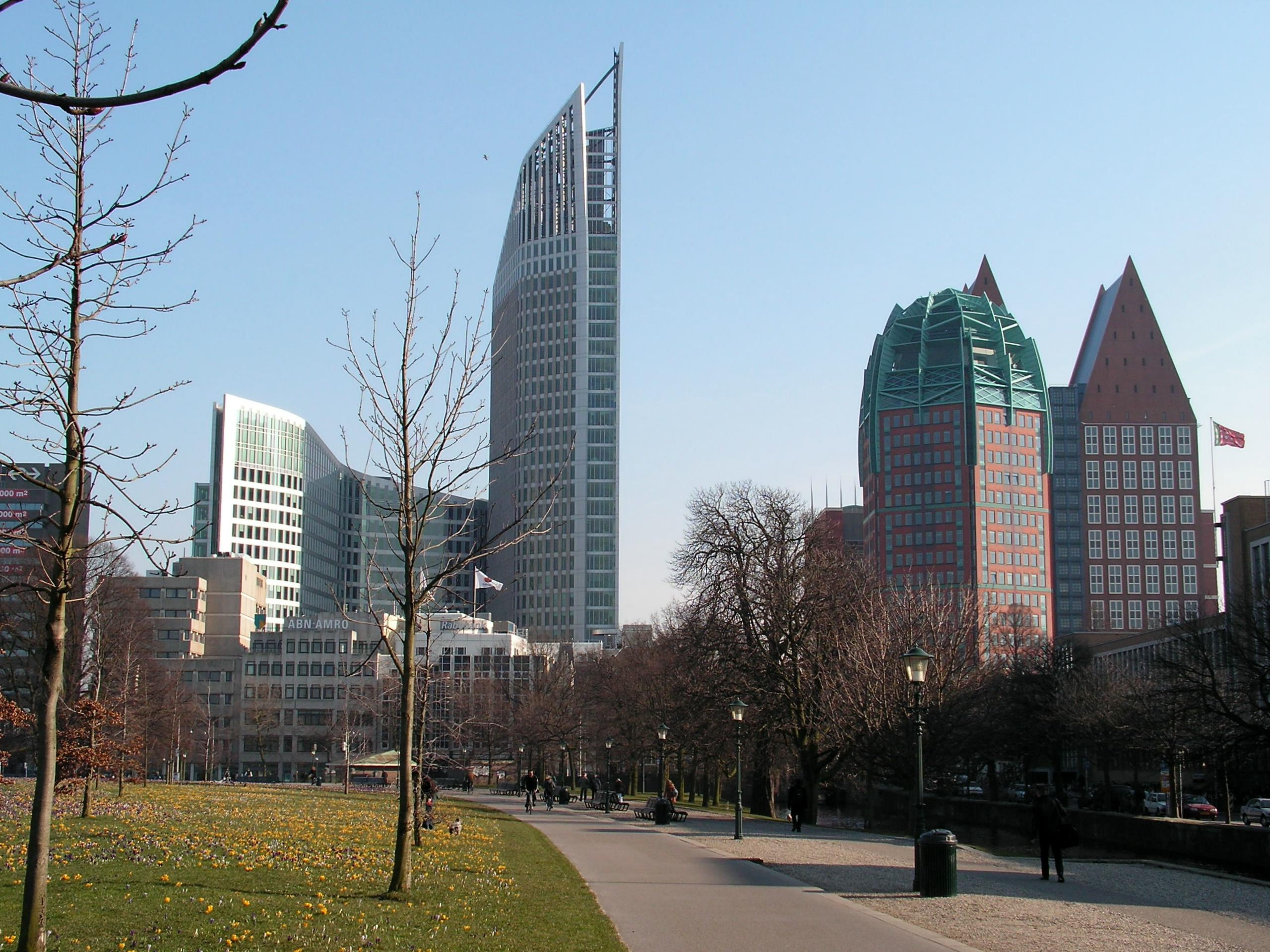
荷蘭衛生、福利及體育部

- 公共衛生與保健
- 福利與社會文化工作
- 體育

## 組織
目前衛生部的最高首長為兩位部長及國務秘書，部會辦公室位於海牙市中心，下設有三大總司：
- 公共衛生，掌管安全、預防與體育
- 保健，掌管保健、醫藥與健康保險
- 青年與福利

衛生部並管理許多自治局處，其中最重要的有：
- 社會文化規劃局（Sociaal en Cultureel Planbureau）
- 荷蘭國家公共衛生及環境研究院（Rijksinstituut voor Volksgezondheid en Milieu）

## 歷史
1952年，荷蘭成立社會福利工作部。1965年，社會福利工作部納入文化與休閒，改名為文化休閒及社會福利工作部。1951年至1973年改為社會事務及保健部。1973年，分出衛生及環境部。1982年，兩部會合併為衛生福利及體育部 環境、自然管理等職權轉至新成立的住宅空間計畫及環境部以及農業自然及漁業部。1996年，文化職權轉至重新成立的教育文化及科學部。

## 外部連結
- 衛生福利及體育部 （页面存档备份，存于）